# Zhao Gao
Pour les articles homonymes, voir Zhao (homonymie).
Dans ce nom, le nom de famille, Zhao, précède le nom personnel.
Traditionnellement de sinistre réputation, Zhao Gao (chinois traditionnel : 趙高 ; ?? - -207) était un fonctionnaire devenu chef des eunuques durant le règne de Qin Shi Huangdi, premier souverain de la dynastie Qin. Il fut le précepteur puis l'éminence grise derrière le trône du Second Empereur avant de finalement pousser ce dernier au suicide. Mais il mourut peu après de la main de Ziying, éphémère roi de Qin, qu'il avait lui-même mis sur le trône. Il joua un grand rôle dans la chute de la dynastie Qin.

## Origine incertaine
Le personnage de Zhao Gao n'est connu, comme la plupart de ses contemporains, que par de rares annales historiques tardives, dont principalement le Shiji (écrit un siècle après l'histoire qu'il relate). Seule la tradition populaire donne davantage de détails, mais brosse un portrait bien peu flatteur du personnage.
Le Shiji ne le mentionne qu'en tant que fonctionnaire de Qin, sans plus de précision sur son origine.
Parmi les hypothèses avancées, Zhao Gao pourrait être originaire, comme son nom l'indique, du royaume de Zhao. Certains auteurs associent alors les événements de son enfance à ceux du Premier Empereur et de son père, le prince Yiren de Qin. Ce dernier, alors prince secondaire otage de Zhao, devait fuir le royaume dont il était l'hôte, en guerre contre Qin et qui le menaçait de mort. Un esclave du nom de Zhao Sheng prit la place du prince afin que celui-ci puisse fuir, et fut exécuté à sa place. En échange, le prince lui promit une faveur : celle de prendre soin de son fils, qui n'était autre que Zhao Gao. Lors de la fuite de la famille de Yiren dans des circonstances troubles, son fils, le futur premier Empereur et sa mère portaient d'ailleurs tous deux également le nom de famille Zhao.
D'autres histoires populaires donnent des versions différentes ou des précisions sur le personnage. Elles ne reposent cependant sur aucun fondement et semblent destinées à rendre le personnage plus méprisable. Parmi celles-ci :
- Il était apparenté aux rois de Zhao, plus tard détrônés par Qin. Son père avait été condamné avant lui à être fait eunuque pour un crime inconnu, et sa mère fut finalement mise à mort[2]. Il est facile alors d'extrapoler, dans son rôle lors de la chute de la dynastie Qin, une vengeance personnelle.
- Il n'était pas castré, mais avait un « dysfonctionnement » sexuel de naissance[3].

On le décrit parfois doté d'une force physique exceptionnelle ; très intelligent, il s’appliqua à l’étude des lois pénales en vigueur à Qin et connaissait bien la jurisprudence, ce qui lui permit de faire carrière dans l'administration de cet État.

## Carrière sous le règne du Premier Empereur

### Déchéance et réhabilitation
Zhao Gao fut d'abord un fonctionnaire mineur de l'État de Qin. Mais à l'occasion d'un scandale qui ne nous est pas connu, il fut mis en accusation par le juge Meng Yi, fils du général Meng Wu et frère du célèbre Meng Tian.
Il fut destitué de sa position et condamné à mort. Il est également possible que sa castration ait fait partie des conséquences de ce coup du sort.
Qin Shi Huangdi lui pardonna pourtant et le rappela finalement auprès de lui, où il reprit des fonctions officielles.
Zhao Gao conserva de cet épisode une profonde rancune à l'égard du clan Meng, qui était honoré à la cour du souverain depuis les exploits militaires du général Meng Ao, grand-père de Meng Yi, durant la période des royaumes combattants. Cette haine allait jouer un rôle déterminant après la mort du Premier Empereur.

### Ascension
Légiste consommé, Zhao Gao assista, d'après le Shiji, le ministre Li Si dans la mise en application des nombreuses réformes voulues par Shi Huangdi. C'était un dignitaire important, comptant parmi ses titres celui de "chef des eunuques", ainsi que "chef des attelages du palais".
Mais il fut surtout le précepteur de l'un des fils cadets du souverain, le prince Hu Hai, sur lequel il acquit une importante influence. L'aîné des enfants de l'empereur et son héritier présomptif, le prince Fu Su, qui avait osé blâmer son père pour sa sévérité lors de l'épisode de la mise à mort des lettrés, avait été exilé dans le Nord, avec la charge d'assister Meng Tian, occupé à repousser les barbares et à édifier la Grande Muraille.
Dans une cour rompue aux intrigues, il est vraisemblable d'imaginer, comme certains spécialistes l'ont fait, la formation de coteries influentes, comme celle du clan Meng autour du prince Fu Su, et celle, opposée, des ministres Zhao Gao et Li Si autour du prince Hu Hai, ce qui permettrait de mieux comprendre les événements qui allaient entourer la succession du Premier Empereur.

### Succession détournée du Premier Empereur
Durant son règne, Qin Shi Huangdi fit plusieurs tournées d'inspection au sein de son empire, entouré de sa cour et de ses ministres, notamment Li Si et Zhao Gao, ses plus proches conseillers.
Lorsqu'en -210, l'empereur tomba malade alors qu'il rentrait d'un de ses voyages, il fit écrire une lettre au prince Fu Su, accompagnée du sceau impérial et naturellement confiée à Zhao Gao qui dirigeait le bureau chargé de la transmission des ordres scellés. Mais l'empereur mourut avant que le message n'ait été envoyé.
Conscient que l'héritier désigné ne lui serait pas favorable, et que le clan Meng obtiendrait les plus hautes faveurs, Zhao Gao escamota ces dernières volontés et fut l'instigateur du complot, orchestré avec le premier ministre Li Si, destiné à placer sur le trône le prince Hu Hai, qui faisait partie du voyage.
L'eunuque étant l'un des seuls habilités à approcher l'empereur dans le convoi, le décès fut gardé secret par d'habiles stratagèmes jusqu'au retour à la capitale.
Une fois au centre du pouvoir, Li Si put proclamer la mort du souverain. Les trois intrigants contrefirent les dernières volontés de l'empereur, le prince Hu Hai rédigea de nouveaux ordres, ordonnant au prince Fu Su de se suicider, et se désignant lui-même comme successeur. En fils obéissant, Fu Su se supprima. Hu Hai fut sacré sous le nom de Qin Ershi Huangdi "Second empereur de Qin" (秦二世). Li Si conserva sa charge de premier ministre.

## Règne du Second Empereur
Le nouvel empereur n’a, au plus, que vingt et un ans.
Zhao Gao est établi surintendant du palais et, affermissant son pouvoir sur son ancien élève, devient par ses conseils le vrai décisionnaire du gouvernement, Qin Ershi étant traditionnellement vu comme un souverain fantoche.
L'eunuque commence par la destruction de la famille Meng. Meng Tian, destitué, est poussé au suicide et son frère Yi arrêté et exécuté. Puis, sur ses conseils, les lois déjà sévères de Qin sont encore durcies, et les ordonnances se multiplient. Elles sont l'occasion, pour Zhao Gao, d'abattre tous les contestataires à sa mainmise sur le gouvernement de Qin. Même les frères et sœurs du nouvel empereur ne sont pas épargnés, et la plupart d'entre eux sont exécutés.
Mais déjà, en -209, Chen She se retourne contre l'autorité, augurant une succession de rébellions qui vont se généraliser dans l'empire. Dans un premier temps, les rebelles, malgré plusieurs succès, doivent reculer devant les armées des généraux Zhang Han et Wang Li de Qin, mais la tendance s'inversera en -207 avec les deux principaux seigneurs rebelles, Xiang Yu et Liu Bang.
À Xianyang, capitale de l'empire, l'eunuque est nommé grand conseiller, et sa puissance est à son apogée. Ses officiers ne s'embarrassent même plus de donner des chefs d'accusation lorsqu'ils arrêtent des opposants pour les mettre à mort. Zhao Gao manipule le souverain, l'isolant toujours davantage, et organise la disgrâce du ministre Li Si. Celui-ci est finalement arrêté, ainsi que toute sa famille sur trois générations, pour trahison, puis lui et son fils cadet sont torturés et mis à mort en -208.
Manœuvré par Zhao Gao qui le conduit à douter de sa propre lucidité, Qin Ershi reste désormais dans ses appartements et décide toutes les affaires avec son conseiller, qui seul peut l'approcher librement ; à partir de ce moment, les hauts dignitaires ne sont plus que rarement reçus en audience. L'anecdote où Zhao Gao "décida" de "la nature d'un daim comme étant celle d'un cheval", restée proverbiale dans la tradition chinoise, illustre l'influence de Zhao Gao sur le Second Empereur et son pouvoir sur la cour.

### « De la nature d’un daim comme étant celle d’un cheval »
Une expression chinoise, issue d'un incident impliquant Zhao Gao, est "d'appeler un daim un cheval" (chinois : 指鹿為馬 – pinyin : zhǐ lù wéi mǎ).
Afin de s'assurer du contrôle total du gouvernement, Zhao Gao décida un jour de tester la loyauté des fonctionnaires du palais. À l'occasion d'une réunion impériale officielle, il fit entrer un daim et déclara qu'il s'agissait d'un cheval. Naturellement, Qin Er Shi contredit son conseiller, pensant qu'il s'agissait d'une farce. Les fonctionnaires présents, interrogés, durent se ranger à l'avis de l'eunuque. Certains appuyèrent cependant le souverain, affirmant qu'il s'agissait bien d'un daim.
Zhao Gao entreprit, à la suite de cet incident, d'éliminer tous ceux qui avaient refusé d'appeler le daim un cheval.
Le terme est passé ultérieurement dans l'usage comme un proverbe, décrivant un mensonge délibéré fait pour remplir un dessein ultérieur.

### Mort du Second Empereur
En -207, les rébellions secouaient, les unes après les autres, les fondements de l'empire en passe de se désagréger. Déjà, les anciens royaumes s'étaient reconstitués en principautés autonomes, et l'autorité de l'empereur n'était plus reconnue.
Les rebelles, menés par le gouverneur de Pei, titré prince de Han Liu Bang, marchaient sur le "pays à l'intérieur des passes", c'est-à-dire le territoire de l'ancien royaume de Qin, parvenant aux portes de la capitale, et ce, malgré tous les avis donnés par Zhao Gao à l'empereur. Le grand conseiller eunuque ne se présenta plus à la cour, et, craignant que Qin Ershi ne le rendît responsable de cette situation dramatique, décida de le supprimer et de le remplacer. Ayant préparé son action avec son frère Zhao Sheng et son gendre Yan Yue, préfet de Xianyang, il envoya des gardes, déguisés en bandits, assaillir le palais. Acculé, l'empereur fut contraint au suicide, et fut enterré sans cérémonie.
Craignant que les ministres réunis ne profitent de la situation pour le faire périr, et soucieux de conserver sa mainmise, Zhao Gao installa sans tarder le prince Ziying sur le trône, avec le titre de roi de Qin, l'empire Qin n'ayant plus de réalité politique.

## Mort de Zhao Gao
Zhao Gao ne survécut pas longtemps à Qin Ershi. Il avait, semble-t-il, passé un accord avec Liu Bang et les insurgés afin de s'assurer le trône de Qin pour lui-même.
Mais Ziying était conscient de la duplicité de l'eunuque et du danger qu'il représentait. Le roi ayant décliné l'invitation à rejoindre le temple ancestral pour se purifier, Zhao Gao dut se rendre auprès du lui. Ziying le tua d'un coup d'épée.
Il extermina également la famille de Zhao Gao, jusqu'au troisième degré de parenté.
Après cela, il déposa les armes et remit le sceau impérial à Liu Bang, et fut tué peu après par l'autre meneur de la rébellion, Xiang Yu. La dynastie Qin n'avait pas survécu trois ans à la mort de son fondateur.